# Pangerc
Pangerc  je priimek več znanih Slovencev:
- Boris Pangerc (*1952), pesnik, pisatelj, zamejski narodni delavec, župan Doline
- Josip Pangerc (1868—1925), deželni poslanec in odbornik, nadžupan Doline pri Trstu, narodni buditelj, glasbenik, kulturni delavec
- Mateja Pangerc (*1986), barmanka
- Matjaž Pangerc, arhitekt
- Rudi Pangerc, tehnični inovator (mešalo za vinsko drozgo)
- Tonček Pangerc (1925—1954), alpinist
- Zvonka Pangerc Pahernik, ekonomistka, andragoginja